# ニュートン神学校
ニュートン神学校（Newton Theological Institution、ニュートンしんがっこう）は、1825年11月28日にアメリカ合衆国マサチューセッツ州ニュートンセンターに設立されたバプテストの神学校である。

## 初期の歴史
1825年5月25日、ニューイングランドの各地域を代表するバプテスト派の牧師と信徒が集まった大規模な会合で、神学校を設立し、マサチューセッツ州ニュートンセンターに開校することを決定した。神学校は、同年11月28日に開校し、アイラ・チェイス牧師が最初に教師となった。2年目の初めには、ヘンリー・J・リプリー牧師が加わった。この2人が6年間教壇に立った。1834年、管理委員会はジェームズ・D・ノールズ（James D. Knowles）牧師を教師に加え、1836年にはバーナス・シアーズ牧師が加わった。1838年にノールズ教授が死去すると、当時ブラウン大学教授であったホレイショ・バルチ・ハケットが招聘された。
神学校の初期は、このような学問の神学校によくあるように資金調達に苦しんだ。その後、最初は3万ドル、次に5万ドルの基金を確保しようと試みたが、いずれも失敗に終わった。しかし、この金額は学校の必要経費を満たすには十分ではないと判断され、すでにある基金に20万ドルを追加する計画が立てられ、その調達を実現した。
卒業生は、牧師、宣教師、大学と神学校の教授、作家、編集者などとして活躍した。

## 合併
1931年から1965年までアンドーヴァー神学校とキャンパスを共有していたが、1965年に正式に合併し、アンドーヴァー・ニュートン神学校が設立された。ハーバード大学と提携していたため、アンドーバー・ニュートンの学生はハーバード大学の10の大学院のどの授業も受講が可能であった。

## 特色
ニュートンは、神学的伝統を共有するアンドーバー神学校が開拓した大学院教育モデルと3年間のカリキュラム（神学修士）を採用し、福音伝道に熱心な神学校となった。この2校の学生は、近代的な福音宣教の最前線に立つことになった。